# 陳道明 (立法委員)
陳道明（1947年11月21日—），臺灣政治人物，前立法委員（第5屆全國不分區，民主進步黨籍）。2004年獲民主進步黨提名參選第6屆立法委員選舉山地原住民選區，並未當選。
陳道明後因2004年選舉期間涉賄，檢調提請公訴，遭判有期徒刑1年8個月，併科罰金新臺幣50萬元、褫奪公權4年定讞。